# Antonio Flamini Carradori
Antonio Carradori Flamini conte (Recanati-, 24 ottobre 1814 – Recanati, 31 dicembre 1882) è stato un imprenditore e politico italiano.

## Biografia
Figlio del conte Giovanni Benedetto e delle principessa Livia Rospigliosi si laurea in lettere e filosofia al Collegio romano di Roma e si dedica in seguito agli studi di botanica e agronomia. Impegnato nella vita pubblica fin da giovane nel luglio 1846 Pio IX lo nomina gonfaloniere della sua città e l'anno successivo è nominato tenente colonnello della Guardia civica: con tale grado comanda le compagnie civiche di Macerata e Recanati in missioni di perlustrazione anti-austriache sul litorale tra il Musone e il Chienti.  Socio ordinario della Società d'industria e d'agricoltura della provincia di Macerata ha fatto parte del consiglio comunale della sua città. Dopo l'annessione della provincia al Regno d'Italia è stato presidente della Cassa di risparmio di Recanati e consigliere provinciale.Sposa in prime nozze donna Laura Simonetti dei principi del Musone e in seconde Luisa Serandrei . Figli di primo letto : Livia, Luisa, Maria e Giuseppe.